# Selecția Națională
A Selecția Națională (magyarul: Nemzeti Válogató) évente megrendezett dalverseny Romániában. A verseny szervezője a román műsorsugárzó a Román Televízió, amely 1993-ban lett tagja az Európai Műsorsugárzók Uniójának. A Selecţia Naţională győztese képviselheti Romániát az Eurovíziós Dalfesztiválon.

## Története
Románia már az 1993-as Eurovíziós Dalfesztiválra is jelentkezett, de ekkor a csatlakozni kívánó kelet-európai országok számára Kvalifikacija za Millstreet néven tartottak egy elődöntőt Ljubljanában, hét ország részvételével, és nem sikerült továbbjutniuk. 1994-ben szerepelhettek először a nemzetközi versenyen.
1993 óta a Selecția Națională minden évben megrendezésre került. A kilencvenes években a döntőben tizenhat-húsz dal versenyzett, melyek közül regionális zsűrik választották ki a győztest. 2003-tól elődöntőket is rendeztek, a döntő létszámát pedig tizenkettőre csökkentették. 2014-től nem rendeznek elődöntőket, a tizenkét fős döntőből választják ki az indulót.
A végeredményt egy zsűri, illetve a nézők telefonos szavazás segítségével közösen alakítják ki. 2006-tól a végeredményt a nézői illetve a zsűri szavazatok 50-50 százalékban alakítják ki. A szavazás megegyezik az Eurovíziós Dalfesztiválon alkalmazott pontozási rendszerrel, vagyis 1-8, 10 illetve 12 pontot osztanak ki a versenyben részt vevő dalok között, a kedvenc szám kapja a 12 pontot. Így a maximálisan összegyűjthető pontszám 24. (12 pont a zsűritől + 12 pont a nézőktől)
Az évek során, különböző helyszíneken tartották a versenyt: TV-stúdióban, koncertteremben, arénában, cirkuszban vagy akár szabadtéren is. Visszatérő helyszín TVR 3-as stúdiója. 2014 óta Románia különböző városaiban rendezik meg a versenyt. Először Brassóban, 2015-ben Királyiban, majd 2016-ban Nagybánya adott otthont a műsornak.

## Győztesek

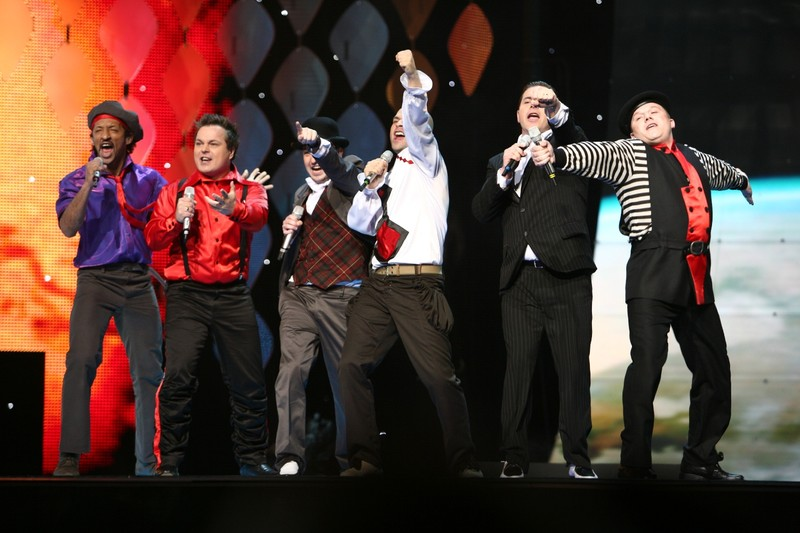
Todomondo Helsinkiben (2007)

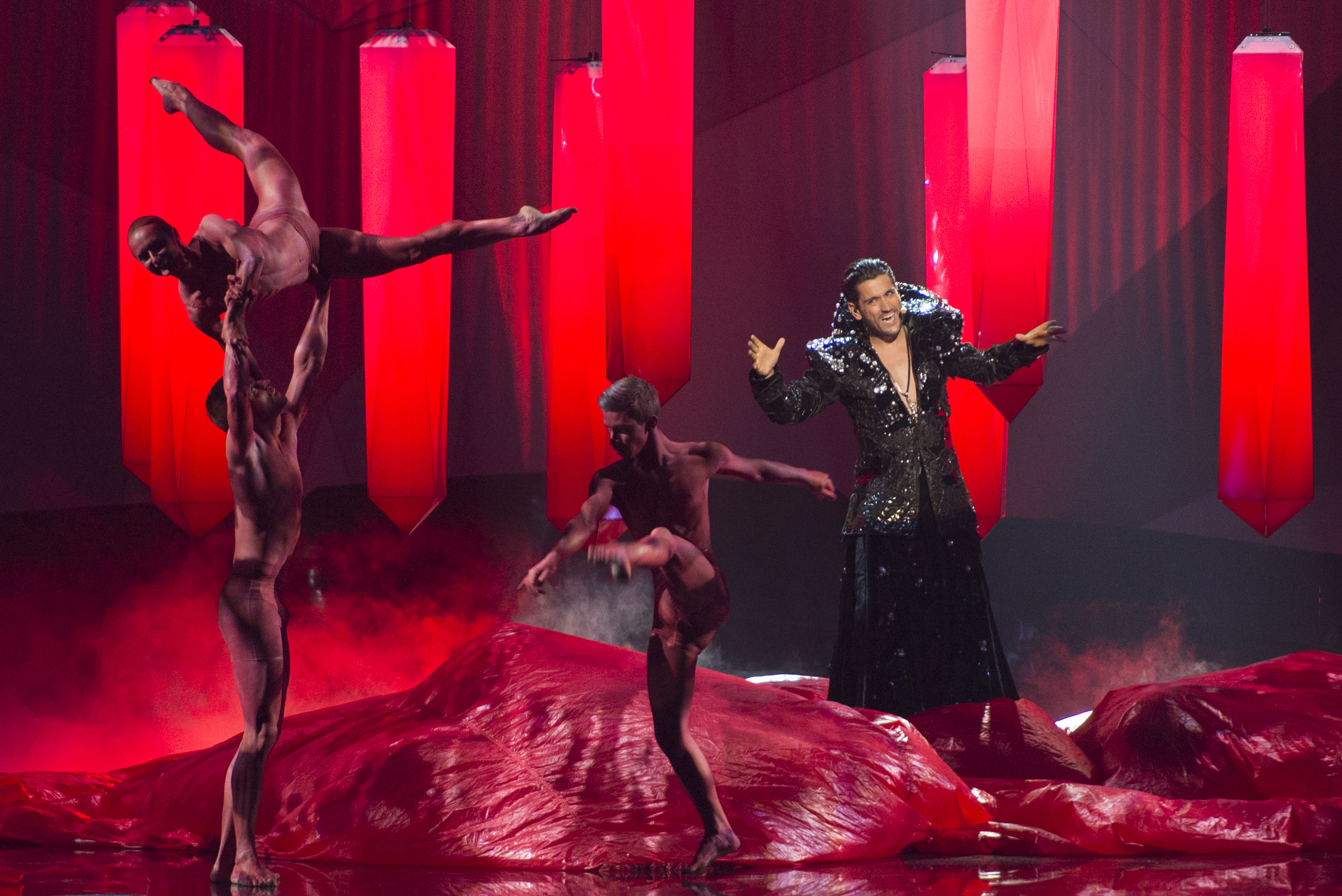
Cezar Malmőben (2013)

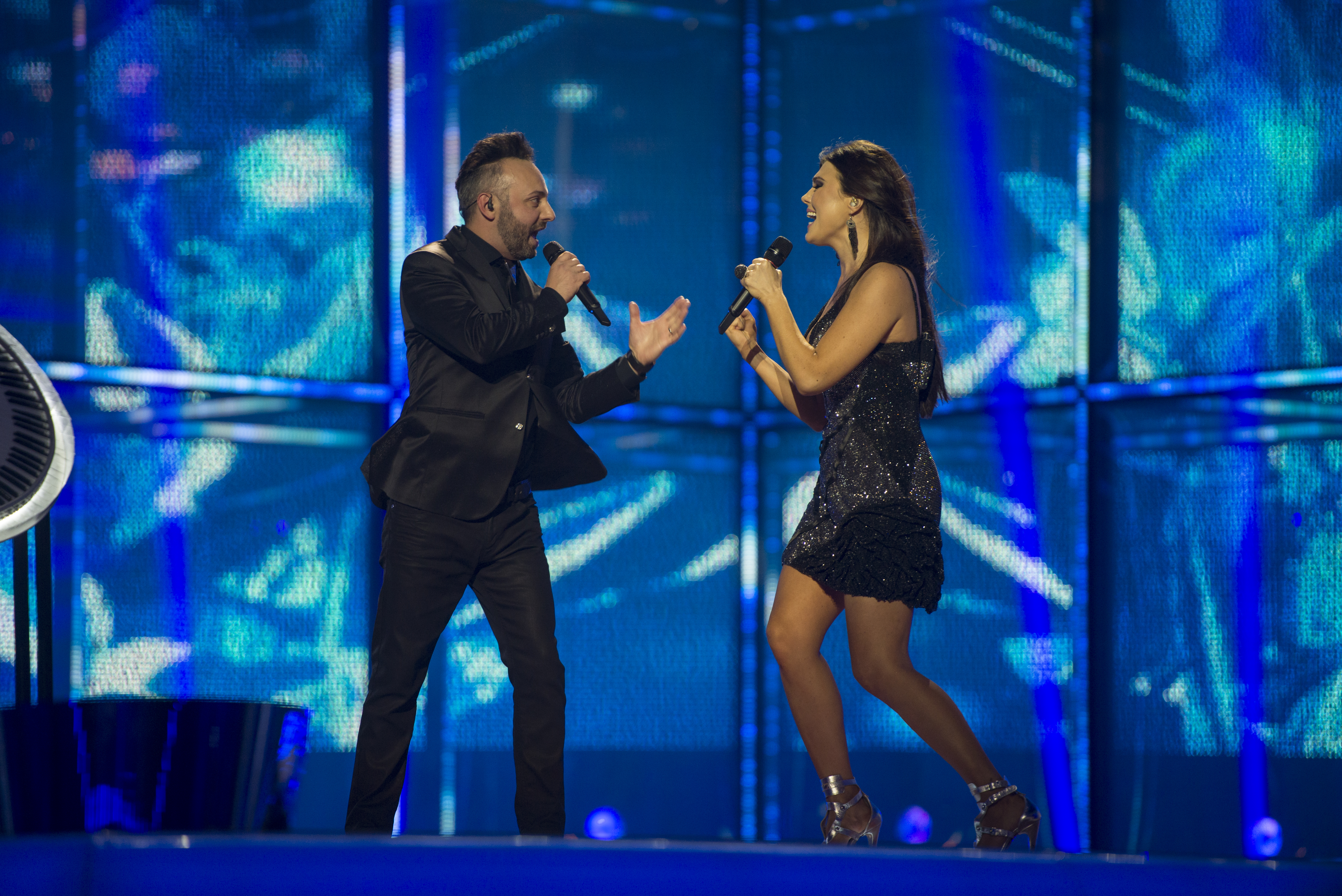
Paula Selling és Ovi Koppenhágában (2014)

| Év   | Előadó                       | Dal                      | Szerzők                                                                                             | Helyezés az Eurovíziós Dalfesztiválon |
| ---- | ---------------------------- | ------------------------ | --------------------------------------------------------------------------------------------------- | ------------------------------------- |
| 1993 | Dida Drăgan                  | Nu pleca                 | | —                                     |
| 1994 | Dan Bittman                  | Dincolo de nori          | Antonio Furtuna, Dan Bittman                                                                        | 21.                                   |
| 1996 | Monica Anghel & Sincron      | Rugă pentru pacea lumii  | | —                                     |
| 1998 | Mălina Olinescu              | Eu cred                  | Liliana Ștefan, Adrian Romcescu                                                                     | 22.                                   |
| 2000 | Taxi                         | The Moon                 | Dan Teodorescu                                                                                      | 17.                                   |
| 2002 | Marcel Pavel & Monica Anghel | Tell Me Why              | Ionel Tudor, Mirela Fugaru                                                                          | 9.                                    |
| 2003 | Nicola                       | Don't Break My Heart     | Mihai Alexandru, Nicoleta Alexandru                                                                 | 10.                                   |
| 2004 | Sanda Ladoși                 | I Admit                  | George Popa, Irina Gligor                                                                           | 18.                                   |
| 2005 | Luminița Anghel & Sistem     | Let Me Try               | Cristian Faur                                                                                       | 3.                                    |
| 2006 | Mihai Trăistariu             | Tornerò                  | Eduard Cîrcotă, Mihai Traistariu, Cristian Hriscu, Mihaela Deac                                     | 4.                                    |
| 2007 | Todomondo                    | Liubi, Liubi, I Love You | Mister M, Vlad Creţu, Ghedi Kamara                                                                  | 13.                                   |
| 2008 | Nico & Vlad                  | Pe-o margine de lume     | Andrei Tudor, Andreea Andrei, Adina Şuteu                                                           | 20.                                   |
| 2009 | Elena Gheorghe               | The Balkan Girls         | Laurentiu Duta, Ovidiu Bistriceanu, Alexandru Pelin, Daris Mangal                                   | 19.                                   |
| 2010 | Paula Seling & Ovi           | Playin with Fire         | Ovidiu Cernăuțeanu                                                                                  | 3.                                    |
| 2011 | Hotel FM                     | Change                   | Gabriel Băruţă, Alexandra Ivan                                                                      | 17.                                   |
| 2012 | Mandinga                     | Zaleilah                 | Costi Ioniţă, Ionescu Elena, Secada Dihigo Omar                                                     | 12.                                   |
| 2013 | Cezar                        | It’s My Life             | Cristian Faur                                                                                       | 13.                                   |
| 2014 | Paula Seling & Ovi           | Miracle                  | Ovidiu Cernăuțeanu, Philip Halloun, Frida Amundsen, Beyond51                                        | 12.                                   |
| 2015 | Voltaj                       | De la capăt              | Călin Goia, Gabi "Porcus" Constantin, Adrian M. Cristescu, Valeriu "Prunus" Ionescu, Oliver Sterian | 15.                                   |
| 2016 | Ovidiu Anton                 | Moment of Silence        | Ovidiu Anton                                                                                        | —                                     |
| 2017 | Ilinca feat. Alex Florea     | Yodel It!                | Mihai Alexandru, Alexandra Niculae                                                                  | 7.                                    |
| 2018 | The Humans                   | Goodbye                  | Alexandru Matei, Alin Neagoe, Cristina Caramarcu                                                    | 11. (elődöntő)                        |
| 2019 | Ester Peony                  | On a Sunday              | Ester Alexandra Crețu, Alexandru Şerbu , Ioana Victoria Badea                                       | 13. (elődöntő)                        |
| 2020 | ROXEN                        | Alcohol You              | Ionuț Armaș, Viky Red, Breyan Isaac                                                                 | —                                     |
| 2022 | WRS                          | Llámame                  | Andrei-Ionuț Ursu, Cezar Gună, Alexandru Turcu, Costel Dominteanu                                   | 18.                                   |
| 2023 | Theodor Andrei               | D.G.T. (Off and On)      | Theodor Andrei, Mikail Jahed, Luca De Mezzo, Luca Udățeanu                                          | 15. (elődöntő)                        |

## Lásd még
- Eurovíziós Dalfesztivál
- Románia az Eurovíziós Dalfesztiválokon

## Külső hivatkozások
- A Selecția Națională honlapja
- Románia profilja a eurovision.tv-n